# Плимсоль, Самуэль
Самуэль Плимсоль (10 февраля 1824 — 3 июня 1898) — британский политик и общественный деятель. Более всего известен как изобретатель «Линии Плимсоля» — минимальной безопасной высоты надводной части борта для различных типов судов.
Родился в Бристоле, детство провёл в Шеффилде и Камберленде. Окончив школу, работал клерком, затем управляющим на заводе в Йоркшире. В 1853 году попытался открыть своё дело по торговле углём, но потерпел неудачу и остался фактически нищим: в течение некоторого времени жил в ночлежке на сумму, немногим превышающую 7 шиллингов в неделю. Из-за перенесённых испытаний впоследствии, когда его финансовое положение улучшилось, начал заниматься социальными проблемами бедных слоёв населения. Кроме того, его сильно волновала проблема перегруза торговых судов, когда недобросовестные владельцы кораблей ради прибыли рисковали жизнями их экипажей.
В 1867 году сумел избраться в парламент от Либеральной партии, после избрания начав продвигать идею принятия закона о предельно допустимой нагрузке различных типов грузовых судов. В 1872 году изложил свои взгляды в получившей известность работе «Наши моряки». В 1873 году его усилиями была сформирована специальная комиссия для решения вопроса о максимальной загрузке судов, а в 1875 году, несмотря на первоначальный запрет премьер-министра Дизраэли и серьёзный конфликт между ним и Плимсолем (последний, в частности, назвал членов парламента, противостоявших закону, «злодеями», а Дизраэли погрозил кулаком в лицо, но впоследствии принёс извинения), под давлением общественности был принят закон, устанавливающий минимальные высоты для бортов загруженных кораблей и дававший широкие инспекционные полномочия Совету по торговле.
В 1880 году был переизбран в парламент от графства Дерби, но уступил место Уильяму Вернону-Харкорту. Впоследствии отошёл от Либеральной партии, разочаровавшись в её политике. В 1885 году предпринял очередную попытку избраться, но потерпел неудачу. С 1887 года был почётным президентом Национального союза моряков и пожарных. В последние годы жизни посетил США, где ратовал за изменение негативного образа Великобритании в американских школьных учебниках истории. Выступал также как защитник животных: в частности, критиковал плохие условия перевозки сельскохозяйственных животных на кораблях. Скончался в Фолькестоне.
- Эта статья (раздел) содержит текст, взятый (переведённый) из одиннадцатого издания «Британской энциклопедии», перешедшего в общественное достояние.

## Ранняя жизнь
Сэмюэл Плимсолл родился в Бристоле и вскоре переехал в Уайтли Вуд Холл, Шеффилд, также проведя часть своего детства в Пенрите, Камберленд . Бросив школу в раннем возрасте, он стал клерком на пивоварне Роусона и дослужился до менеджера.
В 1853 году он попытался стать торговцем углем в Лондоне. Он потерпел неудачу и был доведен до нищеты. Он сам рассказывал, как какое-то время жил в простой квартире за семь шиллингов и два пенса в неделю.
Благодаря этому опыту он научился сочувствовать бедным, а когда к нему вернулась удача, он решил посвятить свое время улучшению их положения.
Его усилия были направлены в первую очередь против так называемых «кораблей-гробов »: немореходных и перегруженных судов, часто сильно застрахованных, недобросовестные владельцы которых рисковали жизнями своих экипажей.

## Политическая карьера
В 1867 году Плимсолл был избран членом парламента от либеральной партии Дерби и тщетно пытался принять закон, касающийся вопроса о безопасной грузовой марке на кораблях. Главной проблемой было количество влиятельных судовладельцев в парламенте.
В 1872 году он опубликовал произведение «Наши моряки», которое стало хорошо известно всей стране. Соответственно, по предложению Плимсолла в 1873 г. была назначена Королевская комиссия, а в 1875 г. был внесен правительственный законопроект, который Плимсолл, хотя и считал его неадекватным, решил принять.
22 июля премьер-министр Бенджамин Дизраэли объявил, что законопроект будет отклонен. Плимсолл потерял самообладание, применил термин «злодеи» к членам палаты и потряс кулаком перед лицом спикера.
Дизраэли предложил объявить ему выговор, но по предложению лорда Хартингтона согласился отложить рассмотрение дела на неделю, чтобы дать Плимсоллу время для размышлений.
Маркировка и линии грузовой марки и линии Маркировка и линии грузовой марки древесины для торговых судов с механическим двигателем
В конце концов Плимсолл извинился. Однако многие люди разделяли его мнение о том, что законопроект был задушен давлением судовладельцев, и народное чувство вынудило правительство принять законопроект, который в следующем году был преобразован в Закон о торговом мореплавании.
Это дало Совету по торговле строгие полномочия по проверке, и отметка, указывающая безопасный предел, до которого может быть загружено судно, стала общеизвестной как отметка или линия Плимсолла.
Плимсолл был переизбран в Дерби на всеобщих выборах 1880 года подавляющим большинством голосов, но уступил свое место Уильяму Вернону Харкорту, полагая, что последний, как министр внутренних дел, может продвигать интересы моряков более эффективно, чем любой частный член.
Предложенный места в 30 избирательных округах, Плимсолл был неудачным кандидатом в Центральном Шеффилде в 1885 году. Он больше не вошёл в дом, а позже отдалился от лидеров либералов из-за того, что он расценил как нарушение их веры в игнорировании вопроса о реформе судоходства.
В течение нескольких лет он был почетным президентом Национального союза моряков и пожарных и обратил внимание на ужасы скотовозов, где животных перевозили в ужасных и переполненных условиях.

## Наследие
Посмертный портрет Плимсолла, выполненный Реджинальдом Генри Кэмпбеллом в конце XIX века.
В 1873 году на верфи Walter Hood & Co. в Абердине, Шотландия, для компании Aberdeen White Star Line (G. Thompson & Co.) был спущен на воду торговый парусник Samuel Plimsoll с железным корпусом и полным оснащением. Ей был присвоен официальный британский регистрационный номер. №65097 и сигнал МКДХ. В 1899 году он загорелся в реке Темзе, и его пришлось затопить, но в 1900 году он был снят с мели и отремонтирован. В 1902 году он был сильно сброшен с мачты и поврежден во время рейса в Порт-Чалмерс, Австралия. Отбуксированный в Сидней, а затем во Фримантл, в следующем году он был понижен до статуса халка.
В 1920-х годах обувь Plimsoll была названа за внешнее сходство с линейкой Plimsoll для лодок.
В саду Уайтхолл, саду на набережной Виктории, перед оградой стоит памятник Сэмюэлю Плимсоллу.
Памятник-бюст Плимсолла находится в его родном Бристоле, на берегу Бристольской гавани в районе Canons Marsh.
Британская писательница Николетт Джонс опубликовала нашумевшую биографию «Сенсация в плимсоллах», идея которой пришла к ней из жизни в 1995 году на Плимсолл-роуд в Финсбери-парке на севере Лондона, но почти ничего не знала о том, в честь кого она была названа.
Сэмюэл Плимсолл появляется в третьей серии исторической телевизионной драмы BBC «Линия Онедина» , которую играет актёр Дэвид Гарфилд.